# Camera dei popoli della Federazione di Bosnia ed Erzegovina
La Camera dei popoli della Federazione di Bosnia ed Erzegovina (Dom naroda Parlamenta Federacije Bosne i Hercegovine/Дом народа Парламента Федерације Босне и Херцеговине) è uno dei due rami in cui si articola il Parlamento della Federazione di Bosnia ed Erzegovina (l'altro ramo è la Camera dei rappresentanti).
Esso è composto da 58 membri: 17 per ogni nazione costitutiva della Federazione (Bosgnacchi, Croati, Serbi) più 7 membri delle altre nazionalità.
La Camera dei popoli elegge il presidente e i vicepresidenti che devono essere di differenti nazionalità e che costituiscono l'ufficio di presidenza.
Nel luglio 2017 la Corte costituzionale della Bosnia ed Erzegovina ha annullato le disposizioni della legge elettorale che regolano l'elezione indiretta dei delegati alla Camera dei popoli della Federazione di Bosnia ed Erzegovina. La corte aveva precedentemente, nel 2016, dichiarato incostituzionali queste disposizioni e deciso che le regole dovessero essere modificate per garantire una rappresentanza legittima nell'elezione dei membri bosgnacchi, croati e serbi.
Il 2 ottobre 2022, alla chiusura delle urne per le elezioni generali, l'Alto Rappresentante Christian Schmidt ha imposto modifiche costituzionali e legali denominate Misure per migliorare la funzionalità della Federazione. Tra queste, ha deciso l'aumento del numero dei delegati di ciascuno dei popoli costitutivi da 17 a 23 e per gli Altri da 7 a 11, allargando così la Camera dei Popoli da 58 a 80 delegati.

## Distribuzione dei delegati
| Cantoni                   | Bgnacchi | Croati | Serbi | Altri |
| ------------------------- | -------- | ------ | ----- | ----- |
| Una-Sana                  | 3        | 1      | 3     | 1     |
| Posavina                  | 1        | 1      | 1     | 1     |
| Tuzla                     | 5        | 1      | 3     | 1     |
| Zenica-Doboj              | 4        | 2      | 2     | 1     |
| Podrinje bosniaco-Goražde | 1        | 1      | 1     | 1     |
| Bosnia Centrale           | 2        | 4      | 1     | 1     |
| Erzegovina-Narenta        | 1        | 5      | 2     | 1     |
| Erzegovina Occidentale    | 1        | 4      | 1     | 1     |
| Sarajevo                  | 4        | 1      | 5     | 2     |
| 10                        | 1        | 3      | 4     | 1     |

## Composizione
La tabella seguente riporta la composizione prima delle elezioni generali del 2022 e della decisione dell'Alto Rappresentante per la Bosnia ed Erzegovina sulla modifica della composizione dell'istituzione.
| Partito                                                    | Bosgnacchi | Croati | Serbi | Altri | Totale |
| ---------------------------------------------------------- | ---------- | ------ | ----- | ----- | ------ |
| Unione Democratica Croata di Bosnia ed Erzegovina          | 0          | 13     | 0     | 0     | 13     |
| Partito d'Azione Democratica                               | 10         | 0      | 0     | 0     | 10     |
| Partito Socialdemocratico di Bosnia ed Erzegovina          | 0          | 0      | 6     | 4     | 10     |
| Fronte Democratico                                         | 3          | 0      | 1     | 1     | 5      |
| Alleanza per un Futuro Migliore della Bosnia ed Erzegovina | 3          | 1      | 0     | 0     | 4      |
| Alleanza dei Socialdemocratici Indipendenti                | 0          | 0      | 3     | 0     | 3      |
| Partito Nostro                                             | 0          | 0      | 1     | 1     | 2      |
| Partito Laburista di Bosnia ed Erzegovina                  | 0          | 1      | 0     | 1     | 2      |
| Unione Democratica Croata 1990                             | 0          | 1      | 0     | 0     | 1      |
| Partito dell'Attività Democratica                          | 1          | 0      | 0     | 0     | 1      |
| Partito Popolare del Lavoro per il Progresso               | 0          | 0      | 1     | 0     | 1      |
| Partito Liberale Democratico                               | 0          | 0      | 1     | 0     | 1      |
| Partito della Diaspora di Bosnia ed Erzegovina             | 0          | 1      | 0     | 0     | 1      |
| Totale                                                     | 17         | 17     | 13/17 | 7     | 54/58  |